# Cool (canción de Alesso)
«Cool» es una canción realizada por el disc jockey y productor sueco Alesso, con la colaboración de Brandon Wronski acreditado como Roy English, cantante de la banda estadounidense Eye Alaska. Se estrenó el 13 de febrero de 2015 en  la BBC Radio 1. Fue lanzado el 17 de febrero de 2015 como el segundo sencillo de su álbum debut Forever, editado en mayo de 2015. Contiene elementos de «Get Outta My Way» de Kylie Minogue. Logró colocar su cuarta canción en el top 10 de la lista de sencillos del Reino Unido, el segundo como artista principal. Mientras que en Suecia llegó a colocarse entre los primeros 60.

## Video musical
Fue dirigido por Emil Nava y rodado en el Venice Beach High School, lugar donde también se filmaron películas como Grease, American History X y el video musical de «Baby One More Time» de Britney Spears Está protagonizado por el mismo Alesso que hace las veces de alumno aplicado. En medio de la clase se pone sorpresivamente a bailar de manera desorbitada en el salón pasando por todos los lugares del colegio. Luego intenta mejorar su baile recurriendo a un profesor de danza para que lo instruya mediante libros y usando películas que contengan movimientos de baile. Mientras miraba escenas de baile se duerme y fantasea con su profesora. Al llegar el día del baile de la escuela, Alesso cumple su deseo de bailar con la maestra ante la atenta mirada de sus compañeros. 

## Lista de canciones
| Descarga digital |                        |          |  |
| N.º              | Título                 | Duración |  |
| 1.               | «Cool» (Original Edit) | 3:41     |  |
| 2.               | «Cool» (Radio Edit)    | 3:17     |  |
| 3.               | «Cool» (Instrumental)  | 3:41     |  |

| Reino Unido – Descarga digital (Remixes) - EP |                              |          |  |
| N.º                                           | Título                       | Duración |  |
| 1.                                            | «Cool» (Versión extendida)   | 5:33     |  |
| 2.                                            | «Cool» (A-Trak Remix)        | 4:44     |  |
| 3.                                            | «Cool» (Autograf Remix)      | 5:40     |  |
| 4.                                            | «Cool» (Sonny Alven Remix)   | 3:47     |  |
| 5.                                            | «Cool» (CRNKN Remix)         | 4:38     |  |
| 6.                                            | «Cool» (Sweater Beats Remix) | 3:26     |  |

## Posicionamiento en listas
| País           | Lista (2015)             | Mejor posición |
| -------------- | ------------------------ | -------------- |
| Bélgica        | Ultratip flamenca        | 19             |
| Bélgica        | Ultratip valona          | 16             |
| Escocia        | Scottish Singles Top 100 | 4              |
| Estados Unidos | Hot Dance Club Songs     | 2              |
| Estados Unidos | Dance/Electronic Songs   | 14             |
| Irlanda        | Irish Singles Chart      | 23             |
| Reino Unido    | UK Singles Chart         | 10             |
| Reino Unido    | UK Dance Chart           | 3              |
| Suecia         | Sverigetopplistan        | 59             |